# Amazja
Amazja − hipotetyczny superkontynent, który może utworzyć się na Ziemi za ok. 250 mln lat na skutek kolizji obu Ameryk z Azją i Australią, po zamknięciu się Oceanu Spokojnego.
Hipoteza powstania tego superkontynentu opiera się na przedłużeniu dzisiejszego ruchu płyt tektonicznych, w ramach którego Ocean Atlantycki rozszerza się, a Spokojny kurczy. Zakłada ona, że w przyszłości nie dojdzie do odwrócenia tego trendu. Za tą wersją wydarzeń przemawia fakt, że rozrastające się niegdyś płyty dna Panthalassy-Pacyfiku zostały praktycznie w całości zsubdukowane (pozostałościami tych płyt są: płyta filipińska, Nazca, Kokosowa i Juan de Fuca, które podlegają ciągłej subdukcji w tempie dalece przekraczającym rozrost). Także złożoność grzbietu śródoceanicznego na dnie Pacyfiku ulega zmniejszeniu (z czterech gałęzi w kredzie do jednej w holocenie). W takiej sytuacji w ciągu kolejnych 200–270 mln lat Pacyfik może skurczyć się do śródlądowego morza wciśniętego pomiędzy obie Ameryki, Australię i Eurazję (połączoną z Afryką), Antarktyda zaś pozostanie w położeniu biegunowym. Autorami tej koncepcji są geolodzy Chris Hartnady z Uniwersytetu Kapsztadzkiego i Paul Hoffman z Uniwersytetu Harvarda.

## Inne koncepcje
- Antarktyda nie pozostanie w swojej dzisiejszej pozycji, ale również stanie się częścią superkontynentu → Novopangea
- wskutek powstania nowych stref subdukcji to Atlantyk zniknie, a kontynenty zderzą się w innej konfiguracji → Pangea Proxima